# 生物利用度
生物利用度，或稱生體利用率或生體可用率（英語：Bioavailability, BA），在藥理學上是指所服用藥物的劑量部份能到達體循環，是藥物的一種藥物動力學特性。按照定義，當藥物以靜脈注射時，它的生物利用度是100%。但是當藥物是以其他方式服用時，如口服，它的生物利用度因不完全吸收及首渡效應而下降。生物利用度是藥物動力學的一個重要參數，在評估非靜脈注射的藥物劑量時都需要考慮。
在營養學，由於營養成分絕大多數都是經口攝取，因此食物與營養補充品中所含營養素的吸收程度，亦可用生物利用率來評估。

## 定義
生物利用度是量度治療學上使用的藥物的比率及幅度能到達體循環及出現在需要的位點上。生物利用度一般都以英文字母F來表達。

## 絕對生物利用度
絕對生物利用度量度非靜脈注射（即口服、經直腸、皮膚滲透或皮下）藥物在體循環出現的份量。
要計算藥物的絕對生物利用度，就需要進行一項藥物動力學的研究，以獲取在靜脈注射（簡稱IV）及非靜脈注射後血漿內藥物濃度與時間的關係表。絕對生物利用度是經劑量折算後，以非靜脈注射曲線下的面積（AUC）除以靜脈注射曲線下的面積。例如，計算口服（po）的生物利用度，F，的方程式如下：
{\displaystyle F={\frac {[AUC]_{po}D_{IV}}{[AUC]_{IV}D_{po}}}={\frac {[AUC]_{po}/D_{po}}{[AUC]_{IV}/D_{IV}}}}

當中：
- {\displaystyle [AUC]_{po}\,\!}　是口服劑量曲線下的面積
- {\displaystyle [AUC]_{IV}\,\!}　是靜脈注射劑量曲線下的面積
- {\displaystyle D_{po}\,\!}　是口服劑量
- {\displaystyle D_{IV}\,\!}　是靜脈注射劑量

所以，一種藥物若以靜脈注射的話，它的絕對生物利用度是1；而若是其他的服用方式，則絕對生物利用度一般會少於1。

## 相對生物利用度
相對生物利用度是量度某一種藥物相較同一藥物的其他處方的生物利用度，其他處方可以一種已確定的標準，或是經由其他方式服用。當該標準包含有靜脈注射的藥物時，相對生物利用度就會是絕對生物利用度。
相對生物利用度　{\displaystyle ={\frac {[AUC]_{A}*D_{B}}{[AUC]_{B}*D_{A}}}={\frac {[AUC]_{A}/D_{A}}{[AUC]_{B}/D_{B}}}}
當中：
- {\displaystyle [AUC]_{A}\,\!}　是A藥物劑量曲線下的面積
- {\displaystyle [AUC]_{B}\,\!}　是B藥物劑量曲線下的面積
- {\displaystyle D_{A}\,\!}　是A藥物的劑量
- {\displaystyle D_{B}\,\!}　是B藥物的劑量

## 影響因素
一種藥物的絕對生物利用度，若是非注射式的，一般都會是少於1。不同的生理學因素會令藥物在進入體循環前的效益下降。
這些因素包括下列數例：
- 胃腸道的不良吸收
- 藥物在吸收前的降解或代謝
- 肝臟的首渡效應

每一個因素會因應不同的病人而有所不同，甚至在同一病人於不同時間亦會有所分別。藥物是否同時與食物食用會影響吸收、與其他藥物同時服用亦會影響吸收及首渡效應，腸的蠕動會改變藥物的分解及影響腸道菌群對藥物的降解度。病症狀況影響肝臟的代謝及胃腸道功能，亦會是影響的因素之一。